# Сахарова, Ирина Тимофеевна
Ирина Тимофеевна (Тихоновна) Сахарова (1888 — после 1970) — русская работница пищевой отрасли, молочный технолог, одна из родоначальниц производства кефира в России.

## Биография

Сахарова и Байчоров

Родилась в 1888 году в Рязанской губернии. Окончила Едимоновскую школу скотоводства и молочного хозяйства, работала маслоделом в известной фирме Н. Бландова. В 1907 году за сливочное масло, выработанное по собственному рецепту, Сахарова получила золотую медаль. 
В 1908 году отправилась на Кавказ с особой миссией — на подножье Эльбруса, где ей было поручено раздобыть кефирные грибки. Сахарова вместе с управляющим сыроварнями Бландова — Васильевым — отправилась в Кисловодск в поместье к богатому карачаевскому узденю Бекмурзе Байчорову, который поставлял молоко для Бландова.
Если верить современным газетным публикациям, Байчоров влюбился в Сахарову (тогда ещё Макарову) и похитил её. Но был пойман полицией и предстал перед судом, где Сахарова сказала, что готова простить его, если Байчоров подарит ей 10 фунтов кефирных грибков. Бек-Мурза выполнил её просьбу. Потом еще месяц она скрупулезно собирала рецепты изготовления кефира горцами, которые позже привезла в Москву . 
Байчоров продолжал заниматься животноводством. Поставлял карачаевскую породу овец в Париж для известного ресторана «Максим», а также в рестораны Москвы, о чём есть упоминание в книге Гиляровского «Москва и москвичи».
И. Т. Сахарова более полувека проработала на молококомбинате имени Горького в Москве, была отмечена несколькими правительственными наградами. Была замужем, в семье родились сын и дочь. Умерла в 1970-х годах, точных данных о дате смерти нет.